# 5536 Honeycutt
Az 5536 Honeycutt (ideiglenes jelöléssel 1955 QN) a Naprendszer kisbolygóövében található aszteroida. Az Indiana Egyetem fedezte fel 1955. augusztus 23-án.